# Bathytropa zuffoi
Bathytropa zuffoi är en kräftdjursart som beskrevs av S. Caruso 1973. Bathytropa zuffoi ingår i släktet Bathytropa och familjen Bathytropidae. Inga underarter finns listade i Catalogue of Life.